# Nelson Maldonado-Torres
Nelson Maldonado-Torres és un filòsof porto-riqueny i professor d'Estudis Llatins i del Carib i del Programa de Literatura Comparada a la Universitat de Rutgers. Va rebre el seu doctorat en estudis religiosos a la Brown University. El seu treball ha influït en la contribució a idees sobre la descolonialitat, descolonitzant l'epistemologia i en la crítica del liberalisme occidental i l'eurocentrisme. Està influenciat per les obres de Frantz Fanon, Emmanuel Levinas i Enrique Dussel. Critica la noció de política de representació com a concepte suficient per contribuir a un canvi sistèmic. La seva obra ha estat descrita com "animada per una ètica de l'amor decolonial". També destaca per contribuir al discurs sobre el gir decolonial.
Va ser el cap de l'Associació Filosòfica del Carib entre 2008 i 2013. Va ser un dels signants per donar suport a la creació d'una Acadèmia Latina d'Arts i Ciències als Estats Units.

## Publicacions
- Against War: Views from the Underside of Modernity (2008)[14]
- La descolonización y el giro de(s)colonial (2012)[15]